# The Last Days of August
The Last Days of August är Airliners debutalbum, utgivet 2003 på skivbolaget Labrador. Skivan producerades av Johan Angergård (Acid House Kings, Club 8, The Legends, Pallers).

## Låtlista
Alla låtar skrivna av Kristian Rosengren.
1. "Trying to Be Clever" - 3:30
2. "Everything That's You" - 3:51
3. "One Final Call" - 1:39
4. "Nostalgia" - 2:59
5. "Always Never" - 3:29
6. "Defenses Down" - 3:53
7. "Time and Space" - 1:38
8. "Always the Last to Know" - 4:15
9. "Happiness" - 4:00
10. "The Last Days of August" - 2:18

## Personal
- Henrik Mårtensson - fotografi
- Johan Angergård - producent, mixning, medverkande musiker
- Julia Lannerheim - bakgrundssång
- Karolina Komstedt - bakgrundssång
- Kristian Rosengren - medverkande musiker
- Lukas Möllersten - layout
- Thomas Eberger - mixning
- Tobias Einestad - trumpet

## Mottagande
Svenska Dagbladet gav betyget 4/6.

### Fotnoter
1. ↑  ”The Last Days of August”. Discogs.com. http://www.discogs.com/Airliner-The-Last-Day-Of-August/release/776858. Läst 18 december 2011.
2. ↑  ”The Last Days of August”. Kritiker.se. http://kritiker.se/skivor/recension/?skiva=Airliner__-__The_Last_Days_Of_August. Läst 18 december 2011.